# Warandekapel

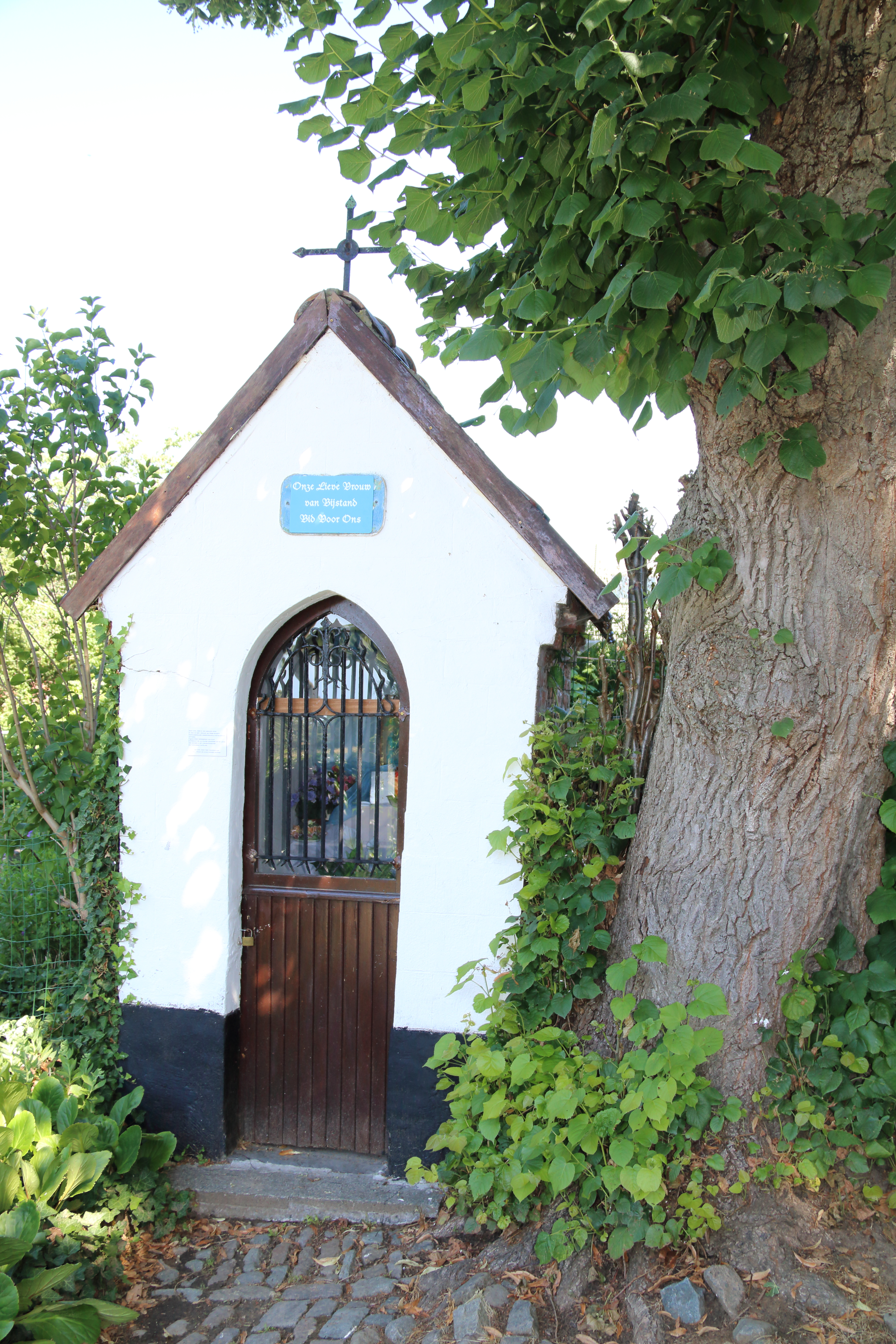
De Warandekapel

De Warandekapel of Kapel van Onze-Lieve-Vrouw-van-Goede-Bijstand is een kapel aan de Warande in Grotenberge in het Belgische Zottegem, tussen de wijk Bevegem, het Vogelzangbos en Domein Breivelde. Deze kapel werd gebouwd in 1948 in opdracht van Anna De Smet als herinnering aan haar overleden echtgenoot Firmin Bogaert . Bogaert was hoofdonderwijzer van de Zottegemse gemeenteschool bij de Kasteelstraat. Hij kwam tijdens de Tweede Wereldoorlog om als politiek gevangene tijdens een treintransport tussen de Duitse concentratiekampen Harzungen en Bergen-Belsen . De kapel werd toegewijd aan Onze-Lieve-Vrouw van Altijddurende Bijstand. Aan Firmin Bogaert werd in Zottegem ook een straat gewijd (het bovenste deel van de Kasteelstraat werd in 1946 omgedoopt tot Firmin Bogaertstraat), waar aan de oude gemeenteschool een herinneringsplaquette werd aangebracht.

## Afbeeldingen

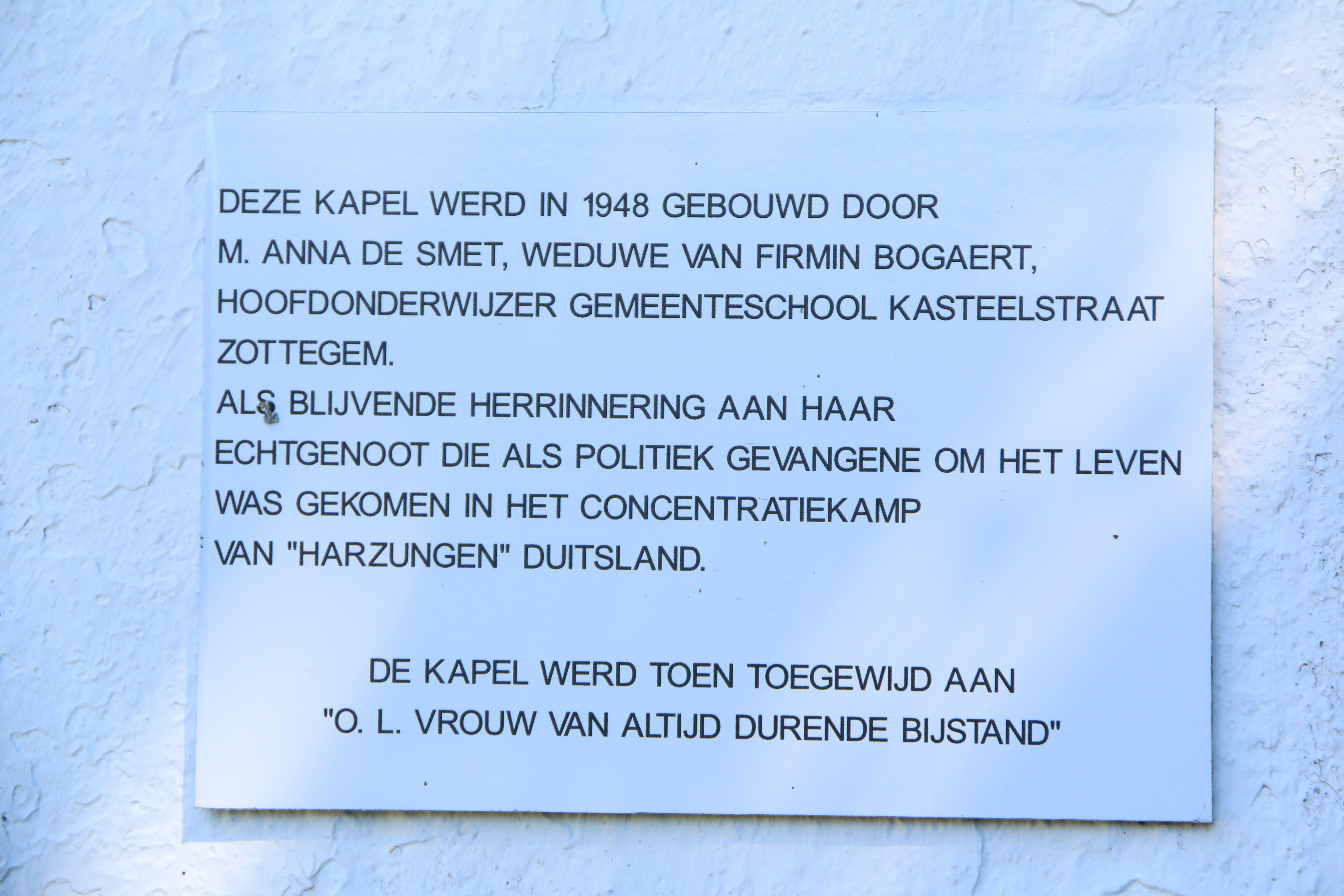
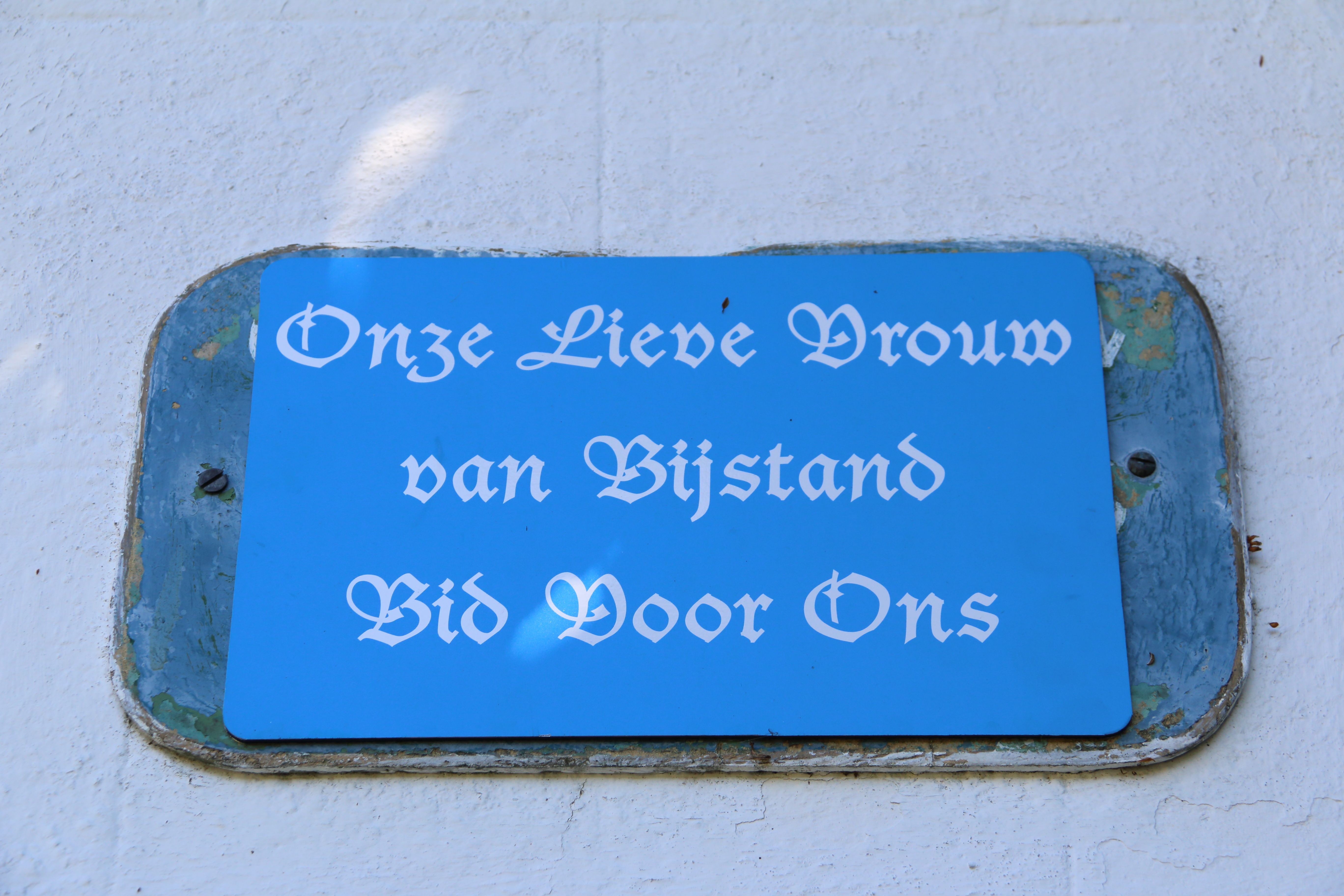
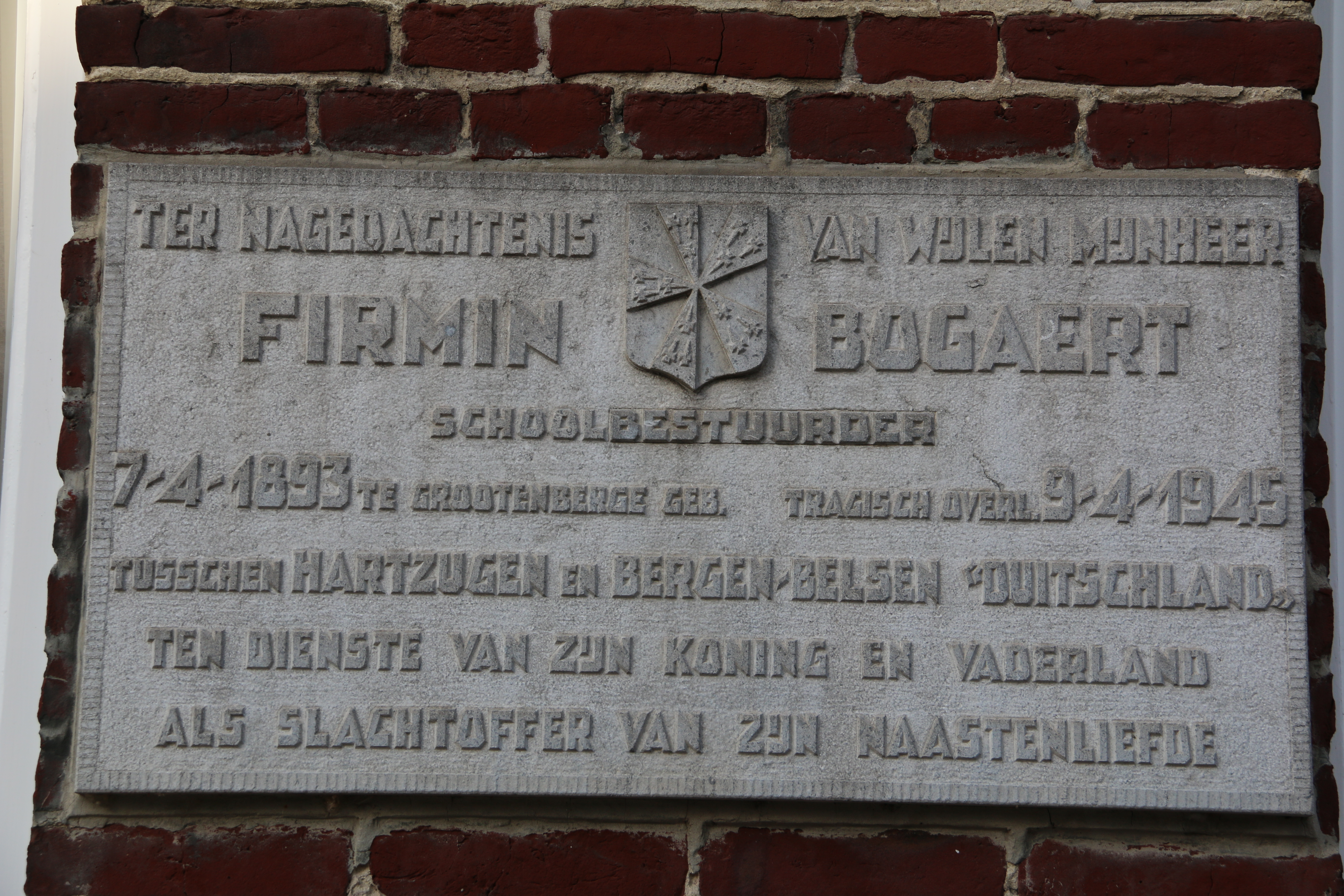
Plaquette Firmin Bogaert (Firmin Bogaertstraat)